# Armin Otto Leuschner
Armin Otto Leuschner (16 gennaio 1868 – 22 aprile 1953) è stato un astronomo statunitense.
Nato negli USA, è cresciuto in Germania per poi completare la propria formazione universitaria all'Università del Michigan nel 1888 e conseguire successivamente un dottorato all'Università di Berlino nel 1897.
Lo studio di Armin Otto Leuschner si è concentrato in particolar modo sulle orbite delle comete e degli asteroidi.
È stato uno dei fondatori dell'Astronomical Society of the Pacific, presidente dell'American Association of University Professors e membro dell'Unione Astronomica Internazionale.

## Onorificenze
- Medaglia James Craig Watson (1916)
- Ordine della Stella Polare, (1924)
- Medaglia Bruce (1936)
- Medaglia Rittenhouse (1937)

## Riconoscimenti
Gli è stato dedicato l'asteroide 1361 Leuschneria e l'omonimo osservatorio situato a Berkeley, che ha diretto per molti anni